# Grabhügel bei Hemdingen

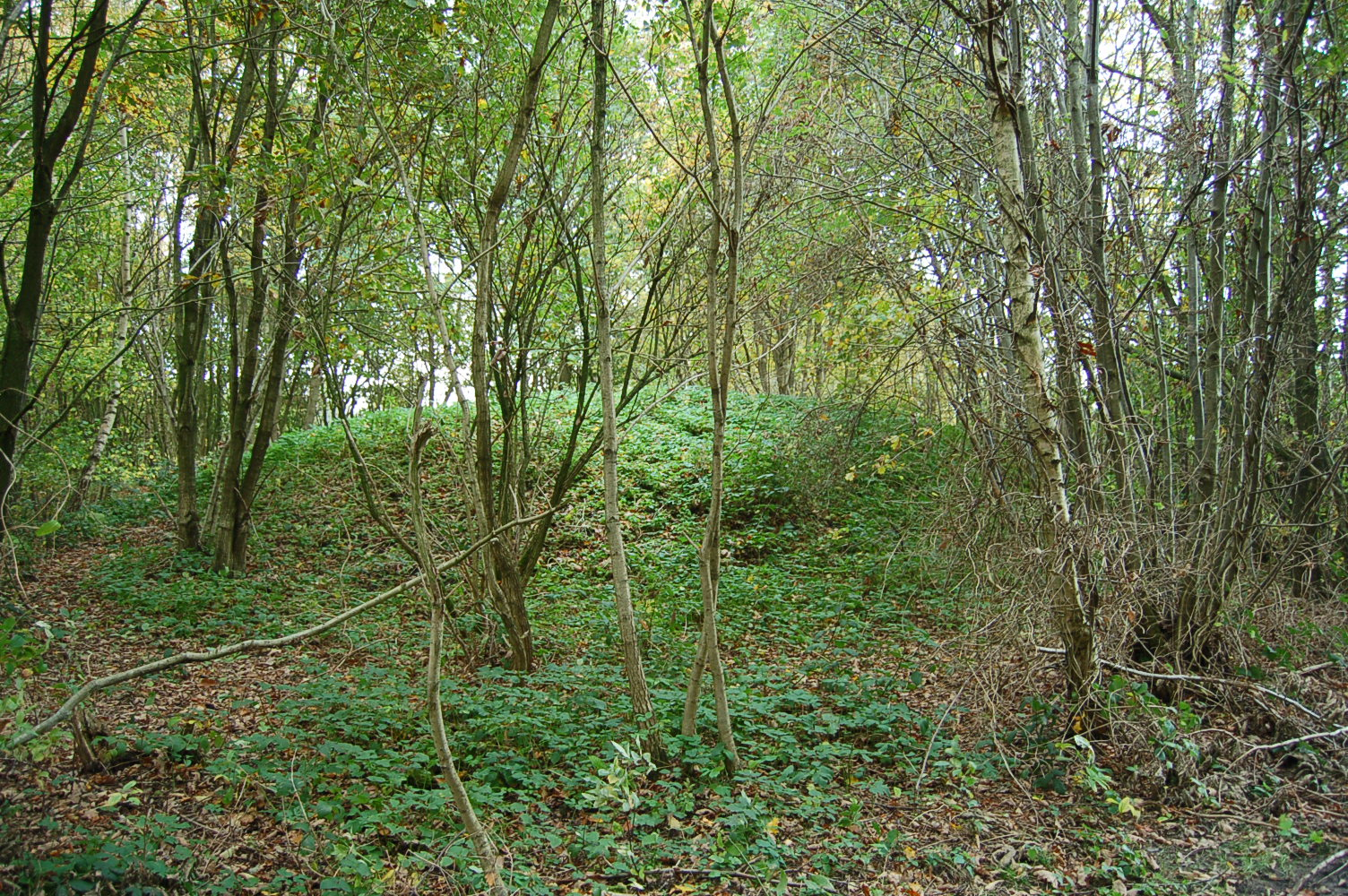
Eins der Gräber

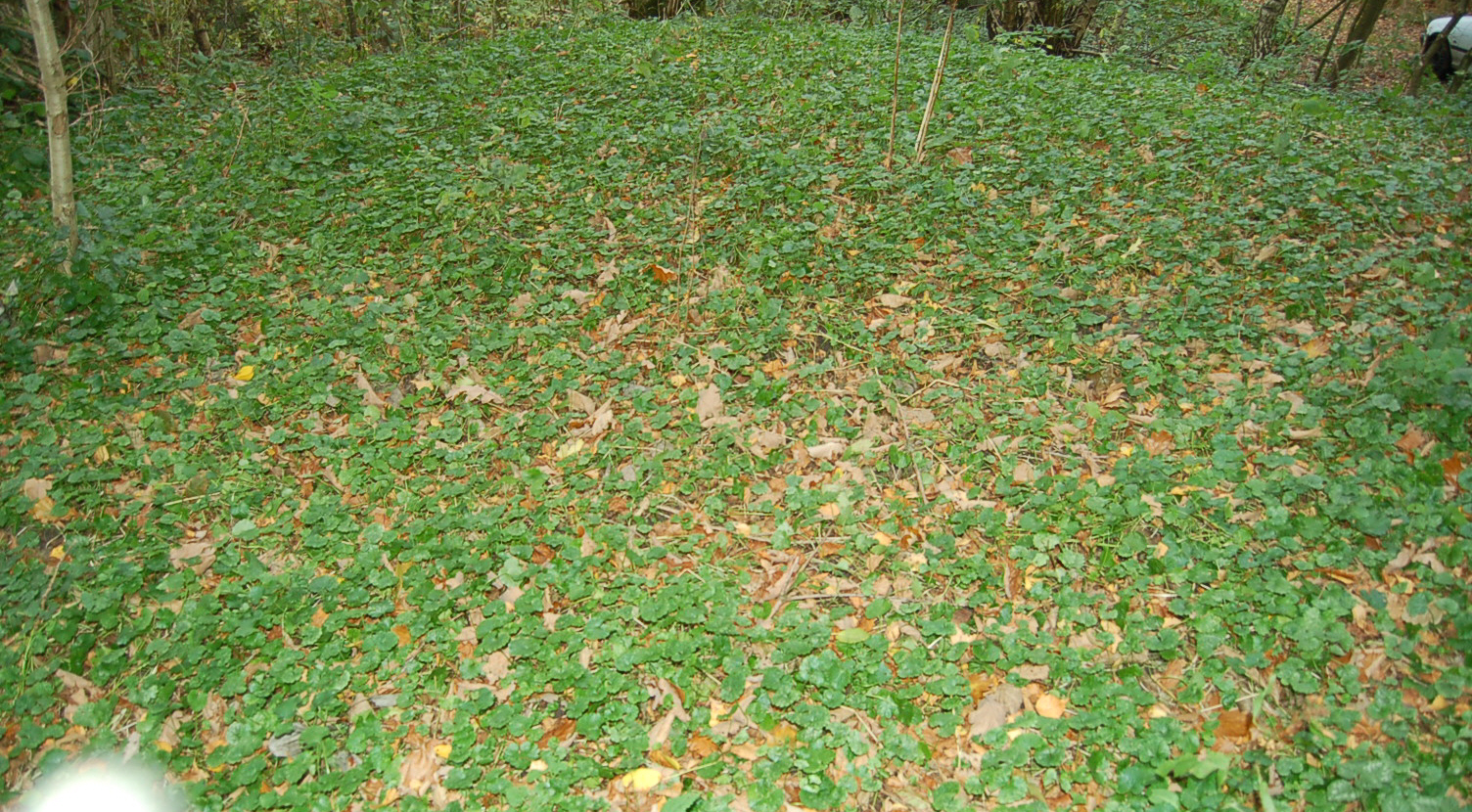
Die Oberseite eines der Gräber

Bei den Grabhügeln bei Hemdingen handelt es sich um 21 archäologische Denkmäler bei Hemdingen im Kreis Pinneberg, in Schleswig-Holstein.

## Lage
Die Grabhügel befinden sich im Nordosten der Gemeinde Hemdingen am Rande des so genannten Vielmoores und an der Gemeindegrenze zu Bilsen, in der Nähe der B 4. 20 Hügel liegen auf dem Gemeindegebiet von Hemdingen und der östlichste auf dem Gemeindegebiet von Bilsen.

## Beschreibung
Die fünf der einst 26 Grabhügel stammen vermutlich aus der Zeit von 1600 v. Chr. und wurden erstmals von dem Barmstedter Pastor Christian Detlef Rhode Ende des 17. Jahrhunderts untersucht. Er war gleichzeitig der erste, der die Grabungen und seine Funde dokumentierte.
Die Hügel haben einen durchschnittlichen Durchmesser von ca. 15 Meter. Die Höhe beträgt etwa drei Meter. Alle fünf Grabhügel sind auf Grund ihrer Lage verhältnismäßig gut erhalten und haben kaum Schäden auf der Oberseite. Keines der Gräber verfügt über einen sichtbaren Eingang, sie sind überwiegend mit Gräsern bewachsen und von Bäumen umgeben.
Die Grabhügel sind vom Archäologischen Landesamtes Schleswig-Holstein (ALSH) als archäologische Bodendenkmale anerkannt und stehen unter Denkmalschutz.